# Jeanette Zwingenberger
Jeanette Zwingenberger (* 1962 in Memmingen) ist eine deutsche Kunsthistorikerin und freischaffende Kuratorin.

## Leben und Wirken
Zwingenberger promovierte 1999 über Hans Holbein der Jüngere – Der Schatten des Todes. Danach übernahm sie Lehraufträge für Kunstgeschichte an den Universitäten Paris, Tours, Freiburg (Schweiz) und University of Chicago, sowie am Collège international de philosophie. Zur Zeit unterricht sie an der Universität Sorbonne in Paris.
Zwingenberger ist Mitglied der Association Internationale des Critiques d’Art. Sie schreibt für verschiedene Kunstzeitschriften wie art – Das Kunstmagazin, artpress, Beaux-Art Magazine, Connaissance des arts, und den Kunstblog observatoire d'art contemporain.

## Ausstellungen
- 2018 Agustin Fernandez, Paradoxe de la jouissance, ed. Cassi Paris,
- 2017: Participant of the Antarctic Biennale 16. März – 28. März 2017
- 2016: Who are your #femaleheroes? 24. Juni 2016 – 27. August 2016, Galerie Priska Pasquer, Köln
- 2016: Oksana Mas: Get together, artfactory, Istanbul, 12. November 2015 – 12. Januar 2016.
- 2015: curated by Vienna" "tomorrow today 2015, Condensed times and imploding worlds, Galerie Hilger 11.–27. September 2015.
- 2014: Paysages métaphysiques avec Marc Couturier, Evgeni Dybsky, Raffi Kaiser et Frank Perrin, Galerie Artvera’s Genève
- 2013: Schöne Landschaft – Bedrohte Natur. Alte Meister im Dialog mit zeitgenössischer Kunst. Landschaftsbilder aus der SØR Rusche Sammlung Oelde/Berlin. Vom 9. Juni bis zum 13. Oktober 2013 in der Kunsthalle Dominikanerkirche, Osnabrück.
- 2012: La plasticité du langage, Fondation Hippocrène, Paris.
- 2011: 54. Biennale di Venezia Anastasia Khoroshilova, Starie Novosti (Old News), 2. Juni – 27. November 2011. Moscow Museum of Modern Art und Galerie Ernst Hilger.
- 2011: Tous Cannibales maison rouge, Fondation Antoine de Galbert, Paris.
- 2011: Alles Kannibalen, Me Collectors Room, Thomas Olbricht,
- 2011: Propos d’Europe 10: Des Artistes Belges Fondation Hippocrène, Paris.
- 2010: Des Artistes Espagnols, Fondation Hippocrène, Paris.
- 2009: Une image peut en cacher une autre: Arcimboldo, Dali, Raetz. RMN Galeries nationales du Grand Palais, Paris
- 2009: Materialität der Sprache, Jean Daviot et Max Wechsler, Fondation Hippocrène, Paris, KunstbüroBerlin, Berlin
- 2009: Propos d’Europe 8.0 PARIS/BERLIN, Fondation Hippocrène, Paris.
- 2007: Transformationen, Entgrenzungen, Körperräume. Villa Oppenheim, Galerie für Gegenwartskunst, Berlin und Château d’Oiron
- 2006: L’Homme-Paysage. Corps, géographie du monde Palais des Beaux-Arts de Lille. Anthropomorphe Landschaften vom 16. Jahrhundert bis zur Gegenwart.